# Marino Budicin
Marino Budicin (Rovinj, 8. travnja 1953.), hrvatski povjesničar, urednik, javni djelatnik.

## Životopis
Osnovno i srednje obrazovanje (gimnaziju) završio u rodnome gradu. Godine 1976. diplomirao povijest i arheologiju na Filozofskom fakultetu u Zadru. Od 1976. radi kao istraživač u Centru za povijesna istraživanja Talijanske Unije u Rovinju (Centro di ricerche storiche di Rovigno).
Od 1988. urednik je znanstvenoga časopisa Centra za povijesna istraživanja “ATTI” i edicije “Collana degli ATTI”. Sudjelovao je na mnogim znanstvenim skupovima u Hrvatskoj i inozemstvu. Objavio stotinjak znanstvenih priloga, rasprava i svezaka o povijesti i historiografiji Rovinja i Istre.
U svojim istraživanjima i znanstvenim i stručnim radovima posebno se bavi dvama segmentima zavičajne povijesti: razdobljem mletačke vladavine u Istri (od XV. do XVIII. st.) te poviješću istarskog poluotoka u doba Habsburške Monarhije, posebno u desetljećima na prijelazu iz XIX. u XX. st. Zapaženi su njegovi prinosi povijesnim studijama o Rovinju.
Marino Budicin jedan je od inicijatora za osnivanje rovinjskoga etno-muzeja “Kuća o batani/Casa della Batana” te “Muzeja obitelji Hütterott”.
Godine 1997. postao je članom poglavarstva Grada Rovinja, zadužen za resor kulture. Trenutačno vrši funkciju dogradonačelnika Grada Rovinja.